# Paz!
Paz! è un film del 2002 diretto da Renato De Maria, tratto dai fumetti del disegnatore Andrea Pazienza.

## Trama
Bologna, 1977. Zanardi, Colasanti e Petrilli, ripetenti della quinta classe del liceo scientifico Enrico Fermi, passano le giornate tra droga, bullismo, sesso e totale mancanza di empatia. Pentothal è un fumettista e studente fuori corso al DAMS che, dopo i primi piccoli successi, sembra entrato in una sorta di torpore atarassico: è svogliato, inerte, passivo. Crede, o forse cerca, di provare dolore per essere stato appena lasciato da una fidanzata della quale, in realtà, non gli importa nulla. Vive con altri tre inquilini impegnati nella protesta studentesca che lo accusano di immobilismo. Fiabeschi, studente fuori corso all'indirizzo cinema del DAMS, è sempre alla ricerca di marijuana e vive sulle spalle della innamoratissima fidanzata.

## Produzione
La trama manca di linearità, essendo il film composto da sketch estrapolati da tre opere diverse, tra cui  Zanardi giallo scolastico e alcuni dialoghi presi pari da Il pacco, verde matematico,  la prima delle tre, 1983; Le straordinarie avventure di Pentothal, 1982; Giorno, apparso sulla rivista Frigidaire nel gennaio 1981. I protagonisti infatti non interagiscono mai tra loro, nonostante succeda più volte nel film che s'incrocino. Penthotal, Fiabeschi e Zanna e il suo gruppo non si conoscono, ma sono accomunati dallo sfondo, la città, il tessuto sociale, gli avvenimenti, e, soprattutto, l'appartamento. Il regista ha infatti ambientato le interne sempre nello stesso luogo: nella finzione il numero 43 di via Emilia Ponente (in realtà girate nella centrale via delle Tovaglie) occupato di volta in volta da ognuno dei protagonisti con i propri coinquilini.

## Colonna sonora
La colonna sonora del film è stata pubblicata in formato CD dalla NuN Entertainment nel 2002 e contiene una raccolta di brani di artisti vari.

### Tracce
1. Skit 01 - A vivermi l'inchiodo – 1:31
2. Lucio Dalla e Tiromancino – Com'è profondo il mare – 6:28
3. DJ Sensei – Feel the Flow – 4:28
4. Skit 02 - La lama – 1:00
5. Riccardo Sinigallia – Io sono Dio – 3:23
6. Skit 03 - Passami il trip – 1:57
7. Üstmamò e Giovanni Lindo Ferretti – Io sto bene – 3:49
8. Skit 04 - Verde matematico – 0:35
9. DJ Sensei – Every Moment of the Day – 3:46
10. Polina – Timida mi ti do – 3:18
11. Skit 05 - Amatemi – 1:37
12. Riccardo Sinigallia – Pezzo d'amore – 5:24
13. Shandon – Sei in banana dura – 2:50
14. Per Grazia Ricevuta – Settanta – 7:52
15. Skiantos – Eptadone – 2:28
16. Gaznevada – Japanese Girl – 4:34
17. Area – Vodka cola – 7:20

Durata totale: 62:20

## Riconoscimenti
- 2002 – Ciak d'oro
  - Miglior scenografia a Giancarlo Basili[2]
  - Miglior manifesto[2]